# Banca Cattolica del Veneto
La Banca Cattolica del Veneto est une banque italienne catholique située en Vénétie et fondée en 1892, l'année du scandale de la Banca Romana et aujourd'hui disparue.

## Description
Banque catholique, la BCdV n'accepte des ouvertures de comptes que sur présentation d'un certificat de baptême. À la fin des réunions du conseil d'administration, on adresse des prières à Dieu pour le remercier des chiffres de l'année. Elle était connue également sous le nom de « banque des prêtres ».

## Historique
Vers le milieu de l'année 1972, la banque cesse ces prêts à bas taux d'intérêt pour le clergé catholique. Après enquête de la hiérarchie ecclésiale locale, il est révélé que l'Institut pour les œuvres de religion (la Banque du Vatican) a vendu le 51 % du capital action qu'elle possédait au Banco Ambrosiano de Roberto Calvi et que la vente a été effectuée par le président de l'IOR, Paul Marcinkus en secret, avec un énorme profit pour l'IOR. Albino Luciani, à la tête du patriarcat de Venise et futur pape, est chargé par les évêques sous sa responsabilité de défendre leurs intérêts au Vatican.